# 翼萼蔓
翼萼蔓（学名：[Pterygocalyx volubilis] 错误：{{Lang}}：文本有斜体标记（帮助））为龙胆科翼萼蔓属下的一个种。